# Vodní mlýny v Bečově nad Teplou
Vodní mlýny se nacházely na vodních náhonech, které vycházely z řeky Teplá a na jejím přítoku Dolském potoce v Bečově nad Teplou a v obci Vodná.

## Náhony
- Horní náhon začínal vtokem na jezu v říčním km 27,5 a po pravé straně řeky přiváděl vodu ke Korunnímu rybníku, dále pokračoval k Hornímu (Dvorskému), Prostřednímu a Koželužskému mlýnu (Oplův mlýn).[1] Náhon ústil zpět do řeky Teplé pod hradem v ř. km 24,4.
- Dolní náhon začínal vtokem na jezu pod hradem v ř. km 24,5 a po levé straně řeky Teplá přiváděl vodu k Dolnímu, Novému a Adlerovu mlýnu.[2] Ústil v ř. km 23,3 před ústím do Dolského potoka.

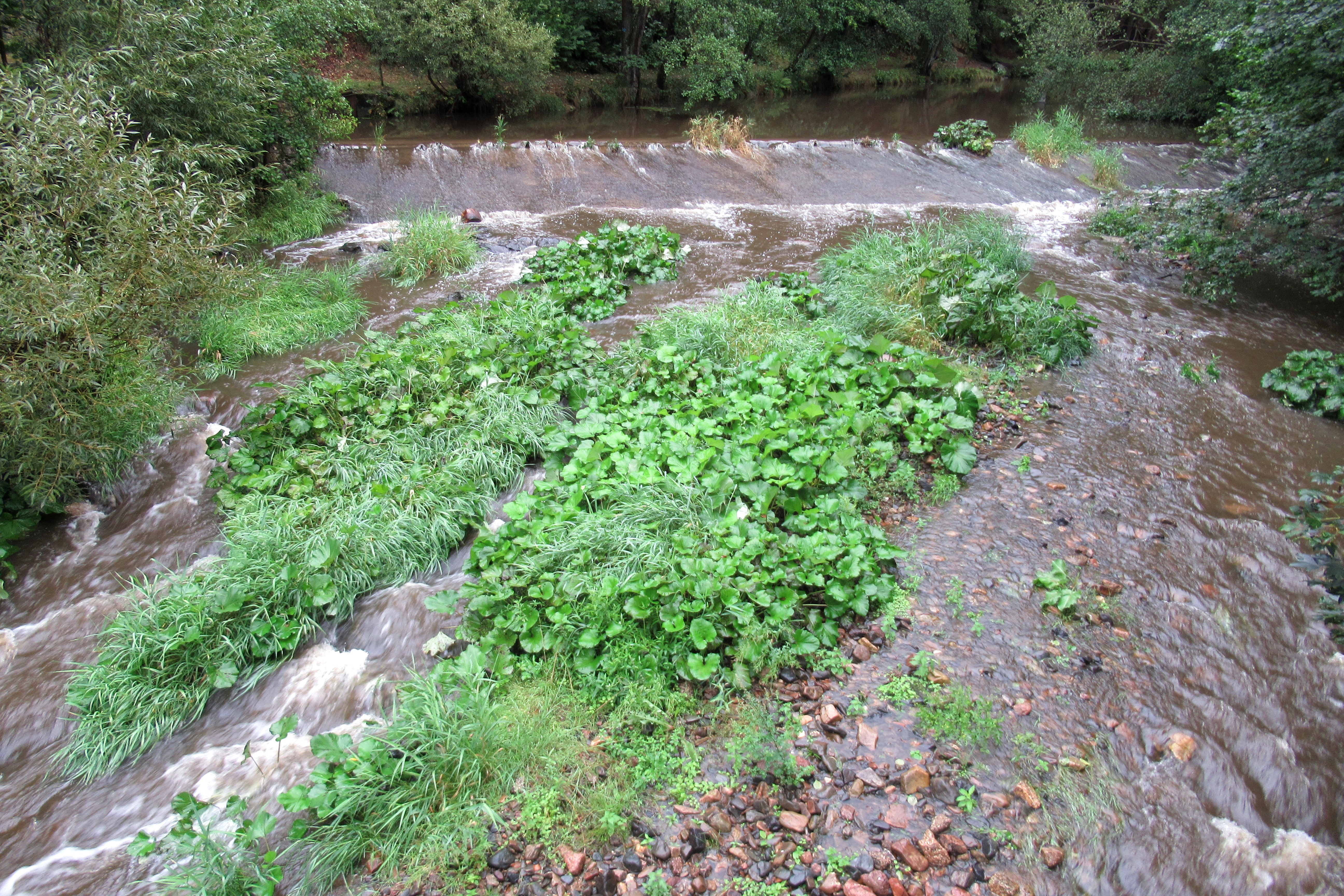
V katastrálním území Vodná byl vybudován levobřežní náhon, který přiváděl vodu ke Kuttnerovu mlýnu a ke dvěma Gängerovým mlýnům.[3]  - Jez na řece Teplá pro Horní náhon
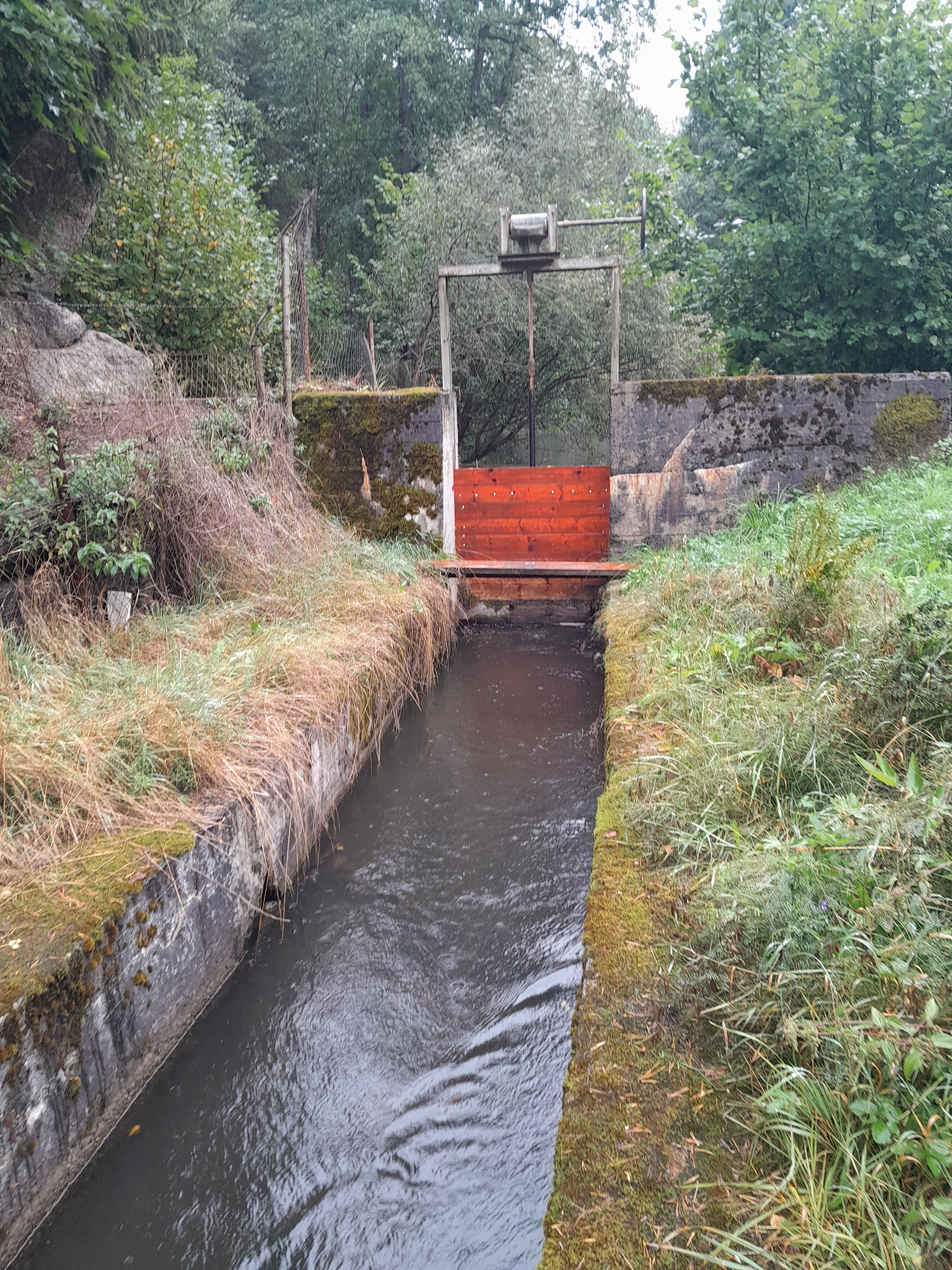
Stavidlo Horního náhonu v Bečovské botanické zahradě
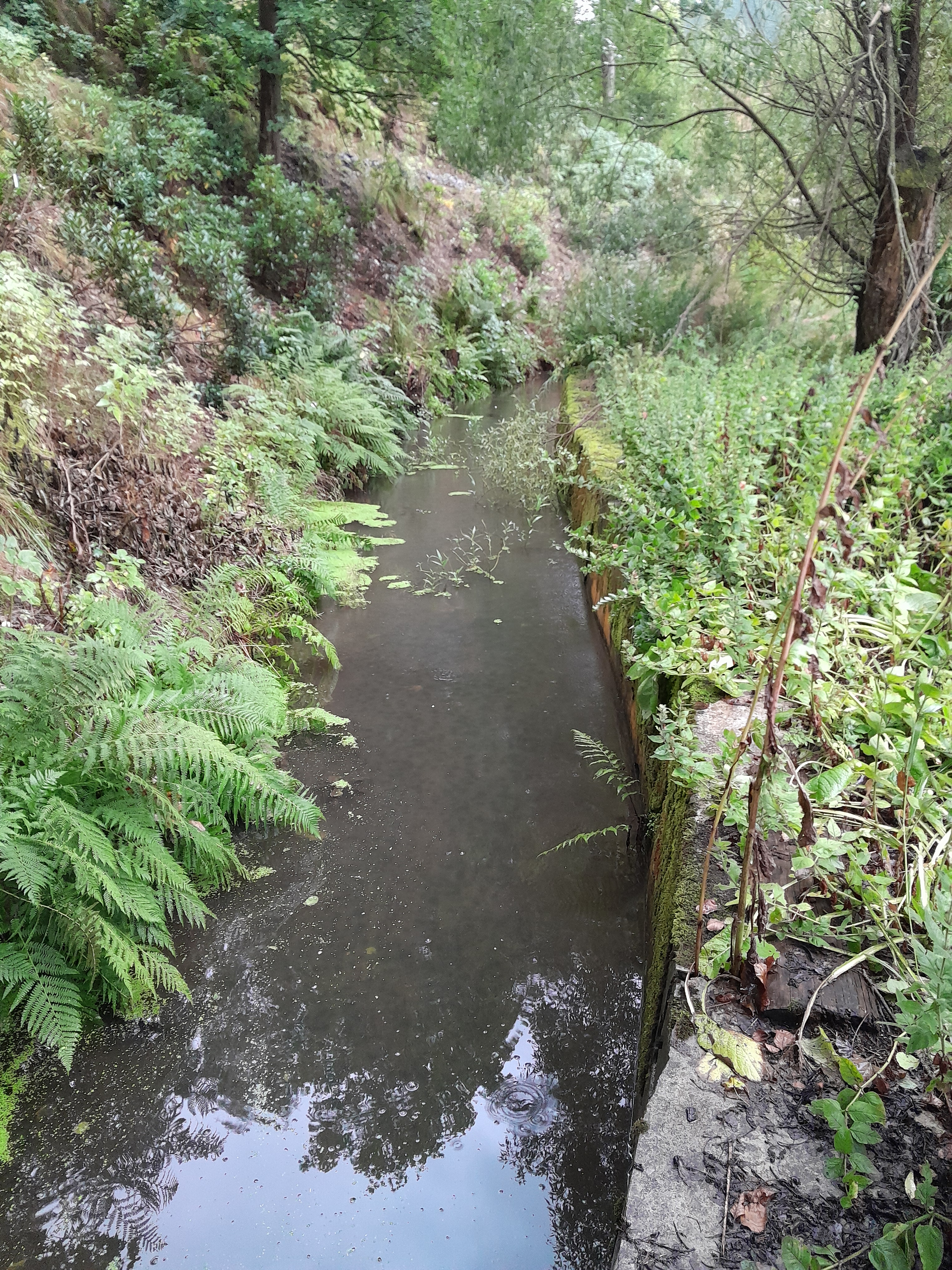
Část rekonstruovaného horního náhonu v Bečovské botanické zahradě
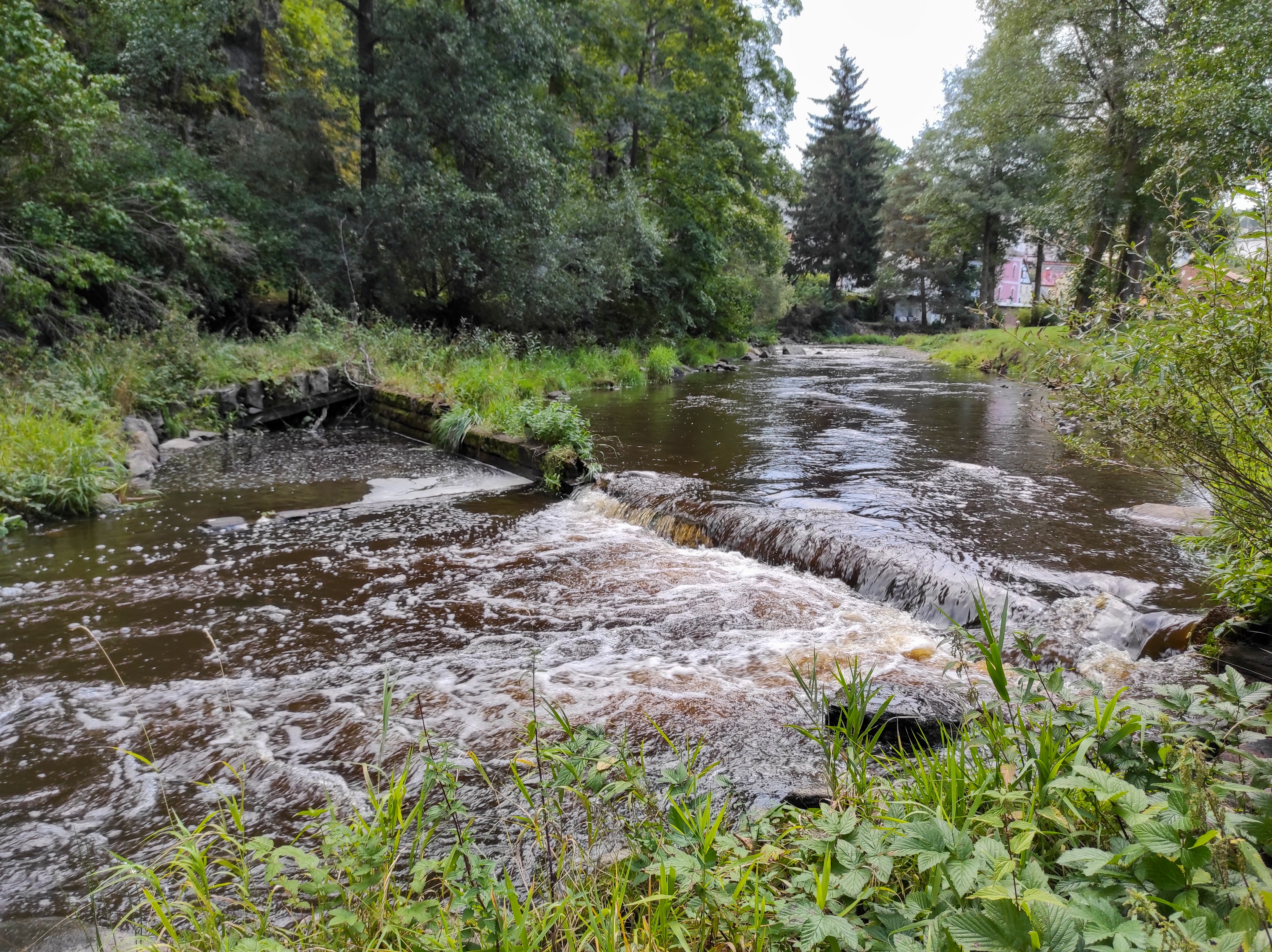
Jez pro dolní náhon
  - Stavidlo Horního náhonu v Bečovské botanické zahradě
  - Část rekonstruovaného horního náhonu v Bečovské botanické zahradě
  - Jez pro dolní náhon

## Mlýny

### Řeka Teplá, katastrální území Bečov nad Teplou
Uvedené mlýny ležely na území Bečova nad Teplou a většina byla postupně opuštěna a zanikla. V závorce jsou uvedeny další názvy mlýnů.
- Dolní hamr[2] (Glötzlův hamr, Untere Hammer) byl postaven v 16. nebo 17. století na Pramenském potoce. Je uváděn na mapě z roku 1764 a písemný záznam z roku 1850 uvádí majitele Antona Frische.[4] Hamr sloužil k výrobě železného zboží. V roce 1930 byla zde zřízena vodní elektrárna s Francisovou turbínou, která dodávala elektrický proud do Mnichova, a se dvěma katry sloužil k výrobě dřevité vlny. V roce 1956 byl zbořen.[5]

- Rohrův mlýn (Tisovský mlýn)[2] nechal postavit Julius František, vévoda Saska-Lauenburska v roce 1685. Stavitelem byl mistr tesař Michael Rohrer, který byl také prvním mlynářem. Vrchnostenský mlýn nesl některá privilegia, jako osvobození od roboty či vojenských poplatků a měl postavení svobodného statku. Posledním mlynářem byl František Schneider. V roce 1935 mlýn vyhořel a byl přestavěn na pilu. Od roku 1919 byla uvedena do provozu vodní elektrárna, která fungovala do roku 1950.[1] Objekt mlýna byl upraven a využíván k rekreačním účelům. V roce 2014 byla uvedena do provozu průtočná vodní elektrárna s výkonem 437 MWh.[3]
- Mlýn Grünberg[2] byl původně zájezdní hostinec a přepřahací stanice. V roce 1700 bylo místo nazýváno Neuwirtův lesní dům, podle tehdejšího nájemce. Mlýn nechal postavit v roce 1825 Friedrich Beaufort-Spontini, majitel Bečovského panství. Ve druhé polovině 19. století byl ve mlýně instalován parní stroj. Mlýn sloužil k výrobě dřevěných vodovodních trubek. Název mlýna je podle hájenky za mlýnem, která byla nazývána Grünberg. Během druhé světové války byli v budově mlýna ubytováni ruští zajatci. Po válce budova chátrala a nakonec byla zbourána.[2][6]
- Ertlův mlýn čp. 128[2] (Horní mlýn, Obere Mühle[7] Dvorský mlýn[1]) byl derivační mlýn první v řadě na Horním náhonu. Mlýn byl postupně přestavěn na přádelnu koňských žíní a později na truhlárnu. Po roce 1945 truhlárna zanikla a objekt převzalo výrobní družstvo Elektro.[1][2][8]
- Elektrárna[2] (Prostřední mlýn, Český mlýn[1] Střední mlýn, Mittel Mühle[7]) byl druhým derivačním mlýnem na Horní náhonu. V roce 1903 byl přestavěn na elektrárnu s Francisovou turbínou a byl vybaven parním lokomobilou. Elektrárna byla postupně rušena (1937), v provozu byla pouze vodní turbína. V roce 1949 byla úplně odpojena. Demolice komína a zrušení technologické části bylo provedeno v roce 1966. Zachována byla obytná budova.[1][2][3][9]
- Oplův mlýn[2][7] (Dolní mlýn, Opl/Untere Mühle,[7] Tříselný mlýn[1]) byl třetí derivační mlýn na Horním náhonu postavený v letech 1745–1748 rodinou Oplů. Mlýn měl tři vodní kola na vrchní vodu. Koncem 18. století sloužil k výrobě třísla a od roku 1830 jako koželužna. Po požáru v roce 1925 nebyl obnoven.[10]
- Stöhrův mlýn (Stöhr Mühle,[7][2] Špitálský mlýn, Dolní mlýn[1]) byl prvním mlýnem na Dolním náhonu a vznikl pravděpodobně ve 13. nebo 14. století se založením města Bečova. První písemná zmínka pochází z urbáře z roku 1555, kde je uváděn jako Spittlmühle (Spittlerův mlýn). Po velké povodni 9. května 1582 byl také nazýván Spláchnutý mlýn (Spütmühle). Měl tři zděné budovy se čtyřmi vodními koly na svrchní vodu a čtyři složení. Dominikální mlýn byl odkoupen Josefem Stöhrem, který jej převzal v roce 1728 a rod Stöhrů jej měl v držení až do konce druhé světové války.  Mlýn sloužil ke mletí obilí až do roku 1947. Objekt mlýna byl v roce 1963 zbourán.[7][2][11]
- Hublův mlýn čp. 293[1][2] (Hubl Mühle,[7] Nový mlýn[1]) byl druhým vodním mlýnem na Dolním náhonu. Jeho předpokládaný vznik se datuje do 13. nebo 14. století. Poprvé je mlýn zmiňován v roce 1555. Mlýn měl dvě vodní kola na svrchní vod a dvě složení, která poháněla katry, ale v létě nylo jedno upravováno k mletí obilí. Po požáru v polovině 17. století byl znovu postaven v roce 1723 a až do začátku 19. století nazýván Novým mlýnem. Mlýn měl tři vodní kola na svrchní vodu a tři složení pro dva katry a jedno na mletí obilí. Znovu vyhořel v padesátých letech 19. století. V roce 1787 mlýn zakoupil Josef Hubl a rodina Hublova jej vlastnila až do konce druhé světové války. V polovině třicátých let 20. století byl mlýn přestavěn na truhlárnu. Po roce 1945 krátce sloužil k výrobě nábytku (Delta) a kovových výrobků (výrobní družstvo Blex). Objekt nebyl opravován a chátral. V roce 1989 byl prodán do soukromého vlastnictví a přestavěn na truhlárnu.[7][2][12]
- Kunstmühle (Künstův mlýn) stál na společném náhonu s Hublovým mlýnem.[2] Sloužil k mletí obilí a od první poloviny 20. století zde byla pekárna firmy Schwarz und Weiß s pekařem Karlem Honnerem. Posledním majitelem byl Anton Sorga, který v něm zřídil výrobu dřevité vlny. V roce 1930 měl mlýn jedno vodní kolo na střední vodu Po druhé světové válce mlýn chátral a koncem šedesátých let 20. století byl zbourán.
- Adlerův mlýn čp. 295 byl derivační mlýn na Dolním náhonu postavený před rokem 1892. V roce 1930 je uváděn jako mlýn Jiřího Adlera s jedním vodním kolem na střední vodu.  Do roku 1945 je uváděn Anton Sorger, který vyráběl dřevitou vlnu. Objekt byl zbourán v roce 1961.[1]

### Dolský potok
Více se dozvíte v článku Dolský potok
- Novoveský mlýn (Neudörfen Mühle)[7] mlýn a pila, náhon pokračoval Nájemnímu mlýnu.
- Tříselný mlýn[2] (Nájemní mlýn, Lohmühle)[7] na Dolském potoce si jeden kilometr od Novoveského náhon pokračoval k Údolnímu mlýnu. Střední kolo na spodní vodu, koželužna.
- Údolní mlýn (Grund Mühle)[7] jedno kolo svrchní voda, dvě složení, druhé kolo pro katr.
- Tříselný mlýn (Námezdní mlýn, Lohnmühle)[7] byl v majetku Bečova, výroba třísla, zpracování kůží, od roku 1700 do 1945 mlýn vlastnila rodina Kachlerů.
- Leopoldův mlýn[2] (Leopold Mühle)[7] původně pro mletí a čištění kaolínu a od roku 1810 katr.
- Brietfeldův mlýn[2] (Breitfelderova pila)[1] ležel při ústí Dolského potoka do řeky Teplé, výroba řeziva, dřevěné vlny.

### Řeka Teplá, katastrální území Vodná
- Kuttnerův mlýn (Kuttner Mühle,[7] Kuttnerův hamr[2]) byl postaven kolem poloviny 18. století a napájen náhonem pro Gängerovy mlýny. Hamr s kovárnou vystavěla rodina Kuttnerova z osady Božíčany z Horního Slavkova. Vodní kolo na spodní vodu o průměru 3,2 m pohánělo buchar a jedno složení. Rodina Kuttnerů vlastnila mlýn až do roku 1946, kdy byla odsunuta do Německa. Objekt sloužil jako obytný dům, který byl stržen šedesátých letech, aby uvolnil místo pro nově budovanou silnici z Karlových Varů do Plzně.[7][2]
- Horní Gängerův mlýn[2] (Obere Ganger Müle[7]) mlýn byl postaven v 16. století mlynářem Janem Jiřím Gängerem. Po velké povodni 9. května 1582 byly Gängerovy mlýny zničeny a nové nechal postavit nový majitel panství Jindřich Šlik mlynářem z rodu Schlee. Mlýn byl vlastněn rodinou Schlee až do roku 1945, kdy byli potomci rodu odsunuti do Německa. Mlým po úpravách a přestavbách měl čtyři vodní kola, která poháněla čtyři složení: tři katry a jedno sloužilo k mletí. Mlýn byl zbourán v šedesátých letech 20. století. Při archeologickém průzkumu v roce 2010 byly na nádvoří původního mlýna objeveny náhrobky ze zlikvidovaného bečovského židovského hřbitova.[2][7]

- Dolní Gängerův mlýn (Untere Gänger Mühle)[7] byl založen v 16. století jako dominikální mlynářem Janem Jiřím Gängerem. V letech 1767–1810 nesl latinské jméno Mola Untermihl. Mlýn měl dvě vodní kola na spodní vodu, která poháněla dvě složení na mletí obilí a katr. Mlýn v roce 1887 vyhořel a jeho obnovu provedl Tomáš Träger. Výstavbou železniční trati Karlovy Vary – Mariánské Lázně byla přerušena přístupová cesta k mlýnu. Mlýnu se přestalo dařit. Následní majitelé provozovali pekárnu. V polovině třicátých let 20. století byl mlýn opuštěn. V roce 1938 jej koupil Nicolas Pick, který ovšem utekl před nacisty pouze s osobními věcmi. V roce 1938 byl mlýn Rudolfem Schönem přestavěn na přádelnu koňských žíní. Po roce 1945 byl Rudolf Schön i s rodinou odsunut do Německa. Mlýn byl přestavěn na obytný dům.[2][7]